# Marija Matios
Marija Matios (Roztoky, 19 dicembre 1959) è una scrittrice e poetessa ucraina.

## Biografia
Nata nel 1959 a Roztoky, in Bucovina (Ucraina), dal 1982 è laureata in Filologia (Chernivtsi State University, dipartimento di lingua e letteratura ucraina). Attualmente vive a Kiev.
Ha iniziato a scrivere e pubblicare poesie all’età di 15 anni, mentre il suo primo libro in prosa, pubblicato sul Kyiv Magazine, risale al 1992. Ha inoltre vinto il premio “Libro dell’anno” nel 2004 e il “premio nazionale Taras Shevchenko” nel 2005, entrambi grazie alla novella “Sweet Darusia”. I suoi libri sono basati principalmente su esperienze familiari, le cui radici si trovano nei Carpazi e nella comunità Hutsul. È inoltre la prima scrittrice ucraina contemporanea a scrivere un libro di cucina ("Banquet at Maria Matios"). I suoi libri sono stati tradotti in molte lingue (inglese, russo, polacco, serbo, ecc.).
Non è stata solo scrittrice e poetessa: ha lavorato per otto anni nella biblioteca dell’università in cui si è laureata, ed è stata anche eletta in Parlamento nel 2012 (seconda per numero di voti) e nel 2014 (settima per numero di voti).